# ИВЕКО-Украина

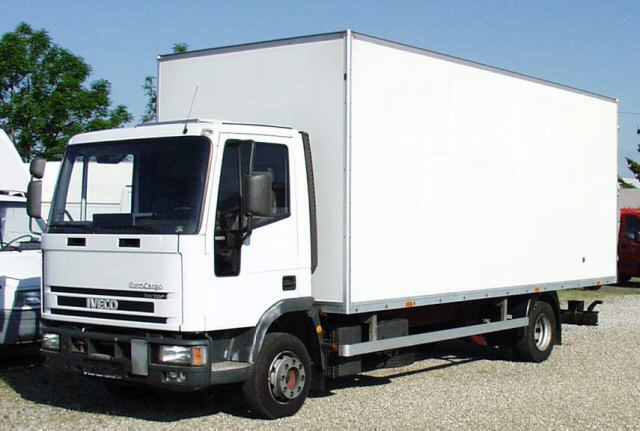
Грузовой автомобиль Iveco EuroCargo

«ИВЕКО-Украина» — прекратившее производственную деятельность автосборочное предприятие с совместным капиталом в городе Кременчуг Полтавской области Украины.

## История
Переговоры о создании совместного предприятия начались в 1995 году. 15 февраля 1996 года было создано совместное предприятие «ИВЕКО-КрАЗ», в число акционеров которого вошли компания IVECO (58% акций), Европейский банк реконструкции и развития (30 %) и ОАО «АвтоКраЗ» (12 %).
С марта 1996 года предприятием была организована крупноузловая сборка малотоннажных коммерческих фургонов из комплектующих итальянского производства, поставляемых компанией IVECO. На арендуемых производственных площадях ОАО «АвтоКраЗ» собирались цельнометаллические автофургоны IVECO TurboDaily 35Е10V и IVECO TurboDaily 49E10V, а также 16-местные микроавтобусы IVECO TurboDaily A40E10. 
В 1997 - 1998 гг. СП «ИВЕКО-КрАЗ» освоило сварку каркасов кабин, кузовов фургонов и автобусов, а также их сборку и окраску, а компания «Мотор Січ» освоила производство коробок передач для этих машин. Также была собрана экспериментальная партия среднетоннажных грузовиков Iveco EuroCargo.
Однако объем реализации микроавтобусов и коммерческих фургонов был недостаточным для окупаемости вложений. 
В 1999 году ХК «АвтоКраЗ» решила выйти из проекта и начала искать новых партнеров.
В 2000 году предприятие собрало всего 150 автомобилей. В I квартале 2001 года было реализовано несколько десятков микроавтобусов при наличии полугодового непроданного запаса.
16 ноября 2000 года, после того, как акционером ХК «АвтоКрАЗ» стало совместное украинско-немецкое предприятие «Мега-Моторс», ХК «АвтоКрАЗ» объявила о выходе из состава акционеров ранее созданного совместного предприятия «Iveco-КРАЗ».
Оставшиеся участники перерегистрировали компанию и продолжили работу под новым названием — ЗАО «ИВЕКО-Украина». Производственные мощности предприятия были переведены в Запорожье, где находится ЗАО «ИВЕКО-Мотор Сич» — производитель агрегатов IVECO.
В 2001 году в Запорожье было выпущено ещё несколько микроавтобусов, но в связи с появлением на внутреннем рынке страны микроавтобусов "Богдан" спрос на IVECO TurboDaily 49 резко снизился и продолжения этот проект не получил.
В 2003 году производство было остановлено. 
2006 год компания закончила с убытком 1,864 млн. гривен.
К 2012 году производство в Запорожье свёрнуто.

## Продукция
В 1996 — 2003 г. предприятие выпускало:
- автофургоны IVECO TurboDaily 35Е10V (Фото);
- автофургоны IVECO TurboDaily 49E10V (Фото (недоступная ссылка));
- микроавтобусы IVECO TurboDaily A40E10 (Фото (недоступная ссылка));
- грузовые автомобили Iveco EuroCargo (Фото Архивная копия от 25 февраля 2015 на Wayback Machine).